# Christopher Pincher
Christopher John Pincher (n. 24 de septiembre de 1969) es un político británico que fue "Treasurer of the Household" de 2018 a 2019 y de febrero a junio de 2022. Anteriormente se desempeñó en el gobierno de Johnson como Ministro de Estado para Europa y las Américas y Ministro de Estado para la Vivienda también fue Miembro del Parlamento (MP) de Tamworth desde 2010 .
Pincher fue elegido por primera vez diputado por Tamworth en las elecciones generales de 2010, cuando ganó el escaño del Partido Laborista. Primero disputó el asiento en 2005. Fue Secretario Privado del Parlamentario Secretario de Relaciones Exteriores Philip Hammond de 2015 a 2016. 
Pincher ejerció el cargo de  en 2017, antes de renunciar después de estar implicado en las acusaciones de conducta sexual inapropiada de Westminster de 2017, después de haber sido acusado de conducta sexual inapropiada por Tom Blenkinsop y Alex Story. Dos meses después, en enero de 2018, Theresa May lo nombró Jefe Adjunto del Gobierno y Treasurer of the Household. Después de que Boris Johnson se convirtiera en Primer Ministro en julio de 2019, Pincher fue nombrado Ministro de Estado para Europa y las Américas. En la remodelación de febrero de 2020, fue nombrado Ministro de Estado de Vivienda. En febrero de 2022, volvió a su anterior cargo de jefe adjunto del gobierno y Treasurer of the Household, pero renunció en junio de ese año, diciendo que había "[bebido] demasiado [y] avergonzando a mí y a otras personas", y posteriormente fue suspendido por el Partido Conservador, tras acusaciones de que había manoseado a dos hombres en el Carlton Club, mientras estaba borracho. Tras la suspensión, anunció que buscaba apoyo médico.

## Primeros años de vida
Pincher nació en Walsall, y creció en Wombourne, Staffordshire. Ha sido miembro del Partido Conservador desde 1987, habiendo sido politizado por la huelga de mineros de 1984–85. Fue subdirector del Conservative Collegiate Forum, seguido por el presidente de la Islington North Constituency Association. Fue apuntado como un futuro miembro del gabinete antes de las elecciones generales de 1997, en las que se postuló para el Parlamento para el escaño laborista seguro recién creado de Warley, en Sandwell; quedó en segundo lugar, con el 24% de los votos.
Pincher fue miembro de la exitosa campaña de Iain Duncan Smith por el liderazgo del partido en 2001. No logró ser elegido en 2005 cuando se presentó por primera vez a Tamworth, ganando un 2,8% de los laboristas. Aunque Brian Jenkins retuvo el escaño, Pincher dijo que había ganado los argumentos, luego de hacer campaña por más disciplina policial y escolar.
Mientras era candidato, hizo campaña en contra de la decisión de cerrar la escuela Queen Elizabeth's Mercian, cuyo cierre estaba previsto en el marco de Building Schools for the Future, y calificó la decisión de 2009 de mantener abierta la escuela como una "victoria para el poder popular". También presionó con éxito a Persimmon para que reanudara y completara la construcción de Tame Alloys Estate a medio construir en Wilnecote. En 2008, Pincher pidió esfuerzos para mejorar la visibilidad en el sitio de un punto negro de accidente en Hopwas.

## Miembro del Parlamento
Pincher fue reelegido para disputar a Tamworth en las elecciones de 2010, ganando el escaño con una oscilación del 9,5%: llevándolo al 45,8% de los votos y una mayoría de 6.090 o 13,1%, sobre Brian Jenkins. En sus primeros diez meses como diputado, Pincher tuvo la segunda tasa más alta de asistencia a la Cámara de los Comunes de los 57 diputados de West Midlands, después de James Morris. En su primer año, habló en 94 debates: el primero entre los once diputados de Staffordshire.
Pincher votó a favor de la Ley de matrimonio (parejas del mismo sexo) de 2013, que legalizó el matrimonio entre personas del mismo sexo.
Pincher hizo campaña contra la construcción de High Speed 2, que está previsto que pase por las afueras de Tamworth. Ha defendido a los residentes de las acusaciones de que eran "Nimbies" y ha calificado el caso comercial de HS2 como "significativamente defectuoso". En diciembre de 2010, dijo que cualquier ruta a través de Mile Oak o Hopwas "simplemente no era aceptable". Poco después, se rechazó la ruta a través de Hopwas Ridge: una medida bien recibida por Pincher y los activistas.
Respaldó vínculos más estrechos con Letonia después de reunirse con el primer ministro Valdis Dombrovskis en enero de 2011. Desde entonces, se ha reunido con el embajador de Letonia con miras a establecer un grupo parlamentario de todos los partidos para Letonia. Se opuso a adelantar permanentemente los relojes una hora al horario de Europa Central.
En 2011, fue miembro del Comité Selecto especial creado para examinar el proyecto de ley que se convirtió en la Ley de las Fuerzas Armadas de 2011.
Presionó en el Parlamento para que la Antorcha Olímpica pasara por Tamworth durante el relevo de la antorcha de 2012.
En 2013, organizó una campaña para que la población local tejiera gorros para los soldados del 3er Batallón (The Stafford's) del Regimiento Mercian, para su despliegue pendiente en Afganistán. En el mismo año, ayudó a organizar la campaña Tamworth Support our Soldiers (TamworthSOS), en la que miles[cita requerida] de cajas de asistencia social enviadas a los mismos soldados a tiempo para la Navidad de 2014.
En las Elecciones Generales de 2015, Pincher fue reelegido con una mayoría aumentada de 11.302, obteniendo 23.606 votos, el 50,04 % de los votos emitidos y un 4,3 % adicional de los laboristas.
Pincher se reincorporó al gobierno británico en enero de 2018 como tesorero del hogar. Fue nombrado miembro del Consejo Privado en noviembre de 2018. El primer ministro Boris Johnson nombró a Pincher para el cargo de Ministro de Estado para Europa y las Américas en julio de 2019. Durante la reorganización del gabinete británico de 2020, Pincher fue designado para suceder a Esther McVey como Ministro de Estado de Vivienda .
El 8 de febrero de 2022, durante la reorganización del gabinete de Johnson, Pincher volvió a su papel anterior como jefe adjunto del gobierno en la Cámara de los Comunes. Fue sucedido como Ministro de Estado de Vivienda por Stuart Andrew.

### Acusaciones de conducta sexual inapropiada
El 5 de noviembre de 2017, Pincher renunció como "Treasurer of the Household" y se sometió voluntariamente al procedimiento de quejas del Partido Conservador y a la policía, como parte de las acusaciones de conducta sexual inapropiada de Westminster de 2017, después de que un ex laborista lo acusara de agresión sexual. El parlamentario Tom Blenkinsop y el ex-remero olímpico y candidato conservador Alex Story hicieron acusaciones de que Pincher les había hecho insinuaciones sexuales no deseadas. Story alegó que Pincher, nueve años antes de convertirse en diputado, se le había insinuado y lo describió como un "Harvey Weinstein de tienda". Story dijo que lo habían invitado de regreso al departamento de Pincher, donde Pincher le masajeó el cuello y habló sobre su "futuro en el partido conservador", antes de ponerse una bata de baño. Pincher dijo que "no reconozco ni los hechos ni la interpretación que se les ha dado" y que "si el señor Story alguna vez se sintió ofendido por algo que dije, entonces solo puedo disculparme con él". Pincher también fue acusado de "tocar" a Tom Blenkinsop, quien le dijo "vete a la mierda". El 23 de diciembre de 2017, el panel de investigación del Partido Conservador determinó que Pincher no había violado el código de conducta.
Pincher renunció como jefe adjunto de gobierno el 30 de junio de 2022, luego de admitir que estuvo muy borracho la noche anterior en el Carlton Club privado en St James's, Londres y "haberme avergonzado a mí mismo y a otras personas". Se alegó que había manoseado a dos hombres. Angela Rayner, del Partido Laborista, dijo que "el último episodio" mostró que los estándares en la vida pública habían bajado bajo Boris Johnson. Rayner sostuvo que Johnson debería explicar por qué Pincher se convirtió en un Jefe Adjunto y cómo podía seguir siendo un diputado conservador. Hubo peticiones de parlamentarios conservadores anónimos, para que se llevara a cabo una elección parcial en el puesto de Pincher, ya que los eventos se consideraron "mucho peores" que cuando el ex parlamentario conservador Neil Parish fue sorprendido viendo pornografía a principios del año. La secretaria del Interior Labor Shadow, Yvette Cooper, dijo que se necesitaba toda la verdad sobre los eventos y las acusaciones, pidió que se le retirara el puesto a Pincher para empezar y dijo que los estándares en la vida pública estaban involucrados. La demócrata liberal Wendy Chamberlain dijo que las acusaciones eran tan serias que era difícil ver cómo Pincher podría seguir siendo diputado. Pidió una investigación exhaustiva y que Pincher perdiera el puesto en el partido conservador. Posteriormente, fue suspendido como diputado conservador pero permanecería en el parlamento como independiente. Angela Rayner dijo que Johnson había sido “arrastrado, pateado y gritado para que finalmente tomara alguna medida”.
En una carta al líder conservador Chris Heaton-Harris, las presidentas del comité selecto Karen Bradley y Caroline Nokes dijeron que el partido necesitaba adoptar un enfoque de "tolerancia cero" para tales acusaciones y llevar a cabo una "investigación exhaustiva... en todos y cada uno de los casos". Y agregó: "El partido y, por extensión, el gobierno corren el riesgo de sufrir un grave daño reputacional por el enfoque actual".

## Vida personal
Fuera de la política, Pincher es miembro de "Peel Society" y patrocinador del "Canwell Show". También escribe para la revista The Critic sobre la bebida y es miembro del Travellers Club de Londres.

## Nombramientos
- Sr. Christopher John Pincher (24 de septiembre de 1969 - 6 de mayo de 2010)
- Sr. Christopher John Pincher MP (6 de mayo de 2010 - 23 de noviembre de 2018)
- El muy honorable diputado Christopher John Pincher (23 de noviembre de 2018 - presente)[48]